# Кирил Варненски и Великопреславски
Кирил е висш български православен духовник, Варненски и Великопреславски митрополит от 1989 до 2013 година.

## Биография
Роден на 8 юни 1954 година в село Царев брод, Шуменско, със светското име Богомил Петров Ковачев. Майката на митрополит Кирил става монахиня в Златарския манастир „Св. св. Петър и Павел“, Шуменско. През 1968 г. той постъпва в Софийската духовна семинария „Свети Йоан Рилски“. След завършването ѝ през 1974 г. е изпратен на послушание в Рилската обител, след което отбива редовната си военна служба и е изпратен да следва в Богословския факултет на Атинския университет. Монашество приема на 21 юли 1972 г., като духовен старец му става епископ Герасим Браницки, ректор на Софийската духовна семинария, за йеродякон ръкоположен на 17 декември 1972 г., а за йеромонах – на 14 ноември 1976 г. от духовния си старец.
В края на 1980 г. е назначен за протосингел на Сливенската митрополия и възведен в сан архимандрит. През 1981 г. се дипломира в Софийската духовна академия и е изпратен на специализация в Московската духовна академия. Защитава дисертация на тема „Участието на руската църква в националноосвободителното движение на българския народ през XIX в.“, заради което получава научната степен кандидат на богословските науки, което днес се равнява на доктор на богословието. До 1 септември 1986 г. е представител на Българската православна църква при Московската и Всерусийска патриаршия, след което е назначен за игумен на Троянската обител. От декември 1987 г. е назначен за главен секретар на Светия синод и на 26 юни 1988 г. е ръкоположен за стобийски епископ. За варненски и великопреславски митрополит е избран на 26 февруари 1989 г. От 1992 г. е член на намаления състав на Светия синод, а в периода 1994 – 2001 г. е Представител на Върховния църковен съвет. Автор на единствения в България „Настолен православен календар“ (2003, 2004, 2005, 2006, 2007, 2008, 2009). По негова инициатива за първи път донася лично Свещения благодатен ерусалимски огън в България през 2005 г. във Варна.
След кончината на патриарх Максим Български, на 10 ноември 2012 година с тайно гласуване 7 от 12 присъствали митрополити го избрат за наместник-председател на Българската православна църква до избирането на патриарх Неофит.
На 9 юли 2013 г. митрополит Кирил се удавя в морето в района на местността Траката край Варна, след като получава хипотермия..

## Противоречия

### Агент на комунистическите служби
Самият архиерей отрича да е бил сътрудник на бившата Държавна сигурност и се определя като жертва на хитро скроен заговор от завистливи монаси. На 17 януари 2012 г. обаче Комисията по досиетата обявява, че митрополит Кирил е работел за Първо главно и за Шесто управление на ДС като секретен сътрудник и агент под псевдонимите „Ковачев“ и „Владислав“, което означава, че архиереят е излъгал обществото. Намерени са и разходни документи, според които Кирил е получавал пари срещу своите доноси. Нещо повече – Кирил е бил на длъжност в легендарното Шесто управление на Държавна сигурност, което налага атеистическия мироглед с терор и насилие. В разработка на тайните служби с име „Цитаделата“ митрополит Кирил е писал доноси срещу монаси от Зографския манастир. Сред докладите на Кирил срещу своите православни братя се срещат подобни цитати: „Отец Йоан е потаен човек. За него няма нищо свято освен парите. Всичко друго не го интересува. Ако прояви някое друго чувство, то е само средство да стигне до своята цел.“  Освен пари той е получавал за дейността си и дребни подаръци като например фотоапарат. 
В Първо управление е бил регистриран на 29 юни 1976 г., а само няколко месеца по-късно е бил ръкоположен за йеромонах. На 1 юни 1989 г. Кирил е бил възстановен на отчет в Държавна сигурност. Това е станало само три месеца след избирането му за Варненски и Великопреславски митрополит.
Кирил е назначен за митрополит благодарение на своя чичо Христо Маринчев, който е генерал от Държавна сигурност и възглавява Комитета по въпросите на Българската православна църква и религиозните култове.
В началото на 90-те години съдейства за донасянето в България на помощи от Гръцката православна църква.

### Финансови злоупотреби
Един от най-екстравагантните проекти на Варненския митрополит безспорно е този за съчетаването на SPA комплекс, духовно-просветно-рехабилитационен център и ваканционно селище. Комплексът ще се намира в непосредствена близост до вилата на владиката в крайбрежната местност Ваялар до двореца „Евксиноград“ край Варна .
След предаването на бТВ Репортерите от 14 януари 2007 г., се прави предположение как митрополит Кирил създава търговски дружества, заменя апетитни църковни имоти край Албена. Свещеници заявяват, че целта е строеж на хотели и ваканционни селища на църковните земи, от които да се издържа епархията. Членовете на Църковното настоятелство (вече отменено) в с. Рогачево внасят жалба в балчишката районна прокуратура, провокирана от „опит за ограбване на имоти на българската църква и преминаването им в частни ръце“. 
Митрополит Кирил управлява епархията си въпреки каноните и Устава на БПЦ и не позволява свободомислие сред свещениците – така например сменя цялото църковно настоятелство на с. Рогачево, уволнява и низвергва отец Любомир Попов  – и.д. протосингел на Варненската и Преславска митрополия в продължение на 15 години, защото проявява открито неуважение към него на публични места. За близо 20 години управление на епархията сменя няколко финансови ревизори, главни счетоводители и секретаря на митрополията.
През 2011 г. митрополитът скандализира обществото с чисто нов премиерен автомобил „Линкълн MKZ Хибрид“ модел 2012 г. луксозно изпълнение докато в същото време събира средства чрез медиите за довършването на новия варненски храм „Св. Прокопий Варненски“. Въпреки огромното обществено недоволство архиереят не се отказва от лимузината, а свещениците от епархията му изричат любопитни оправдания в негова защита. 